# The House That Jack Built (film 1909)
The House That Jack Built è un cortometraggio muto del 1909. Il nome del regista non viene riportato nei credit del film di cui per il momento non si conoscono altri dati sicuri.

## Produzione
Il film fu prodotto dalla Lubin Manufacturing Company.

## Distribuzione
Distribuito dalla Lubin Manufacturing Company, il film uscì nelle sale cinematografiche statunitensi nell'aprile 1909.